# Vatinia de colonis
Vatinia de coloniis va ser una antiga llei romana, proposada pel tribú de la plebs Publi Vatini, l'any 59 aC quan eren cònsols Gai Juli Cèsar i Marc Calpurni Bíbul. Facultava a Cèsar per l'establiment d'una colònia anomenada de Novum Comum (Como) a la Gàl·lia Cisalpina.